# Zdeněk Štybar
Zdeněk Štybar (Planá, Regió de Plzeň, 11 de desembre de 1985) és un ciclista txec, professional des del 2006 fins al 2024. Especialista en ciclocròs, però que també practica el ciclisme en ruta.
Els seus majors èxits esportius els ha aconseguit en ciclocròs. Així, en la temporada 2009-2010 guanyà la Copa del món i el Campionat del món de ciclocròs. En la següent temporada revalidà el títol de campió del món. El 2014 guanyà un tercer campionat del món de l'especialitat.
En carretera destaca la classificació final de l'Eneco Tour del 2013, una etapa de la Volta a Espanya del mateix any i, sobretot, una etapa al Tour de França de 2015.

## Palmarès en ciclocròs
- 2004-2005
  -  Campió del món en ciclocròs sub-23
  -  Campió de la República Txeca de ciclocròs sub-23
- 2005-2006
  -  Campió del món en ciclocròs sub-23
- 2007-2008
  -  Campió de la República Txeca de ciclocròs sub-23
- 2008-2009
  -  Campió de la República Txeca de ciclocròs
- 2009-2010
  -  Campió del món de ciclocròs
  -  Campió de la República Txeca de ciclocròs
  - 1r a la Copa del món de ciclocròs
  - 1r al Superprestige
  - 1r al Ciclocròs d'Igorre
- 2010-2011
  -  Campió del món de ciclocròs
  -  Campió de la República Txeca de ciclocròs
- 2011-2012
  -  Campió de la República Txeca de ciclocròs
- 2012-2013
  -  Campió de la República Txeca de ciclocròs
- 2013-2014
  -  Campió del món de ciclocròs

## Palmarès en ruta
- 2006
  - Vencedor d'una etapa del Tour dels Pirineus
  - Vencedor d'una etapa de la Volta a Lleida
- 2010
  - Vencedor d'una etapa de la Volta a Eslovàquia
- 2012
  - Vencedor d'una etapa de la Volta a Polònia
  - Vencedor d'una etapa dels Quatre dies de Dunkerque
- 2013
  - 1r a l'Eneco Tour i vencedor de 2 etapes
  - Vencedor d'una etapa a la Volta a Espanya
- 2014
  -  Campió de la República Txeca en ruta
  - 1r a la Binche-Tournai-Binche
  - Vencedor d'una etapa a l'Eneco Tour
- 2015
  - 1r a la Strade Bianche
  - Vencedor d'una etapa al Tour de França
  - Vencedor d'una etapa al Czech Cycling Tour
- 2016
  - Vencedor d'una etapa a la Tirrena-Adriàtica
- 2017
  -  Campió de la República Txeca en ruta
- 2019
  - 1r a l'Omloop Het Nieuwsblad
  - 1r a l'E3 BinckBank Classic
  - Vencedor d'una etapa a la Volta a l'Algarve
- 2020
  - Vencedor d'una etapa a la Volta a San Juan

### Resultats a la Volta a Espanya
- 2012. 76è de la classificació general
- 2013. Abandona (15a etapa). Vencedor d'una etapa
- 2016. 63è de la classificació general
- 2019. 55è de la classificació general
- 2020. 102è de la classificació general

### Resultats al Tour de França
- 2015. 103è de la classificació general. Vencedor de la 6a etapa
- 2017. 102è de la classificació general

### Resultats al Giro d'Itàlia
- 2018. 80è de la classificació general